# إيرا تاكر
إيرا تاكر (بالإنجليزية: Ira Tucker)‏ هو مغني أمريكي، ولد في 17 مايو 1925 في سبارتانبرغ في الولايات المتحدة، وتوفي في 24 يونيو 2008.

## وصلات خارجية
- إيرا تاكر على موقع IMDb (الإنجليزية)
- إيرا تاكر على موقع ميوزك برينز (الإنجليزية)
- إيرا تاكر على موقع ديسكوغز (الإنجليزية)